# No ficción (literatura)
La no ficción es un género literario caracterizado por el empleo de la exposición, descripción, narración o argumentación de un contenido verídico o basado en hechos reales. Trata de ser fiel a la realidad con el objetivo de divulgar, informar o educar sobre un tema concreto. A pesar de basarse, generalmente, en hechos documentados, un texto literario de no ficción puede ser subjetivo u objetivo, dependiendo del enfoque que le quiera dar el autor. 
Las descripciones y afirmaciones en la literatura de no ficción pueden ser más o menos precisas o verídicas. Sin embargo, los autores de este tipo de historias creen y defienden su veracidad en el momento de su composición o, al menos, por lo que el autor da a entender, lo presentan al público como hechos empíricos. Recoger las creencias de los demás en un formato de no ficción no es necesariamente una aprobación de la veracidad de estas creencias; simplemente muestra que existe gente con dichas creencias. También se puede escribir literatura de no ficción sobre ciencia ficción, normalmente conocida como crítica literaria, proporcionando información y análisis sobre estas otras obras. La No ficción no tiene porqué ser necesariamente un texto; imágenes o películas también pueden pretender presentar una descripción objetiva de un sujeto.
Se caracteriza por contar historias con las diferencias de que las mismas son verdaderas.

## Distinciones
Los numerosos dispositivos literarios y creativos utilizados dentro de la ficción son generalmente considerados inapropiados para su uso. Todavía están presentes, sobre todo en las obras mayores, pero a menudo se silencian a fin de no eclipsar la información dentro de la obra. La sencillez, la claridad y la franqueza son algunas de las consideraciones más importantes cuando se producen no ficción. Del mismo modo, la audiencia es extremadamente importante en la no ficción. 
En la ficción, el escritor cree que los lectores hacen un esfuerzo para seguir e interpretar una progresión presentada de forma indirecta o de forma abstracta del tema, mientras que la producción de no ficción tiene más que ver con la provisión directa de información, la comprensión del uso de los potenciales lectores de la obra y sus conocimientos existentes de un sujeto son fundamentales para la ficción. A pesar de la verdad de la ficción, a menudo es necesario un argumento equilibrado, coherente e informado para persuadir al lector a estar de acuerdo con las ideas. Sin embargo, los límites entre ficción y no ficción están continuamente borrosas, sobre todo en el campo de la biografía.
Semi-ficción es la ficción la aplicación de una gran cantidad de no ficción, por ejemplo, una descripción ficticia basada en una historia real.

## Tipos principales
Las diferentes categorías del género de no ficción incluyen memorias, autobiografías y biografías, ensayos, crónicas, textos académicos, textos didácticos, crítica literaria y novelas. 
Una memoria es un relato basado en algún periodo de la vida del propio autor, a diferencia de una autobiografía o biografía que narra toda la trayectoria del autor o de una tercera persona correspondientemente. El ensayo es un texto en prosa en el cual el autor desarrolla sus ideas personales sobre un tema. Existen libros de ensayo, un conjunto de ensayos centrados en un tema específico, o divididos en capítulos centrados cada uno en un tema. La crónica es la narración, por parte de un testigo directo, de la historia de un suceso o conjunto de sucesos. No confundir con la crónica periodística ya que esta aporta descripciones subjetivas que no caben en el mundo periodístico. Los textos académicos son trabajos del ámbito estudiantil que hacen referencia a escritos propios. En este subgénero encontramos varios tipos: informes de investigación, artículos científicos, artículos académicos y tesis. Los textos didácticos son aquellos dedicados a la enseñanza y la divulgación de ideas e informaciones. Se divide en dos tipos: enciclopedias y manuales, la metodología que se use en cada caso dependerá del nivel de conocimiento de su público y del tema. La crítica literaria, también conocida como reseña, consiste en un análisis y valoración del autor sobre una obra literaria. Por último, la novela de no ficción es un relato literario sobre hechos reales.
Revistas, fotografías, libros de texto, libros de viajes, planos y diagramas también se consideran a menudo no ficción. La inclusión de información que el autor sabe que no es verdad dentro de cualquiera de estas obras suele ser considerado como deshonesto. Otros trabajos pueden ser legítimamente ya sea ficción o no ficción, tales como revistas de autoexpresión, cartas, artículos, y otras expresiones de la imaginación. A pesar de que son, en su mayoría una o la otra, es posible que exista una mezcla de ambos. Algunos de ficción puede incluir elementos de no ficción. Algunos de no ficción puede incluir elementos de verificado supuesto, la deducción, o la imaginación con el fin de suavizar una narrativa, pero la inclusión de mentiras abiertas sería desacreditarla como una obra de no ficción. El negocio de edición y las librerías a veces usan la frase "no ficción literaria" para distinguir las obras con una inclinación más literaria o intelectual, a diferencia de la mayor colección de temas de no ficción.

## Los tipos específicos
- Artículo académico
- Almanaque
- Autobiografía
- Biografía
- Cianotipia
- Diagrama
- Diario personal
- Diccionario
- Enciclopedia
- Ensayo
- Manual
- Historia
- Publicación científica
- Periodismo
- Carta
- Crítica literaria
- Memoria
- Historia Natural
- Películas de no ficción (documentales)
- Filosofía
- Fotografía
- Ciencia popular
- Papel científico
- Estatuto
- Tesauro
- Teología
- Escritura

## Literatura de no ficción en el cine (documental)
Según muchos teóricos, la historia del cine se inicia un 28 de diciembre de 1895, cuando los hermanos Lumière realizaron la primera proyección pública de su cinematógrafo. Pero, al contrario de lo que muchos piensan, no hubo un solo inventor del cine, sino que es un invento colectivo. Los inicios del cine se caracterizan por la confluencia de varios campos científicos y muchos inventores que contribuyeron la gestación de lo que hoy día conocemos como cine.

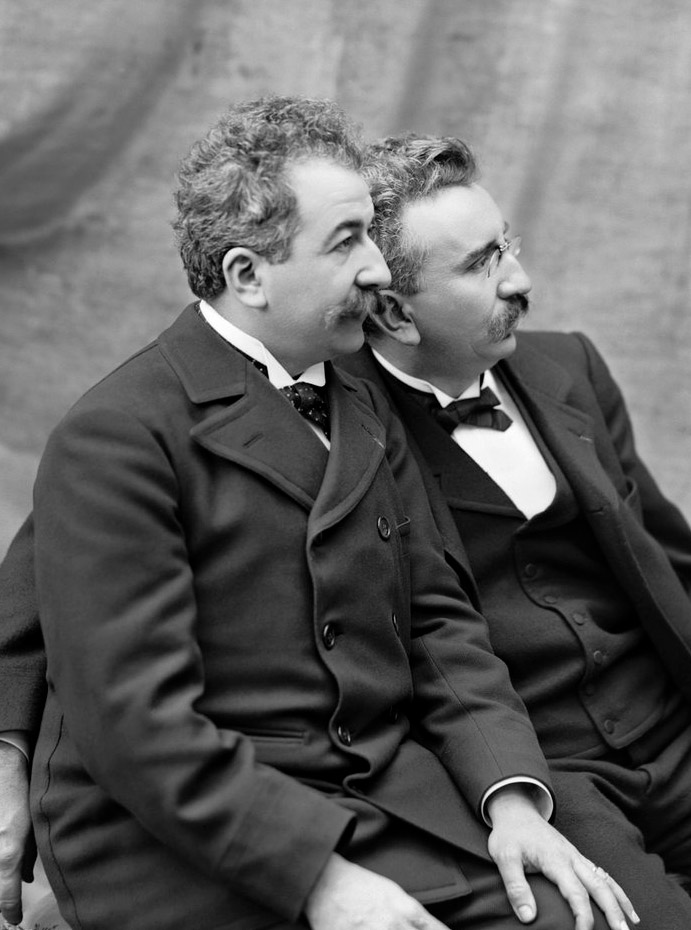
Hermanos Lumière

El 28 de diciembre de 1895 se realiza la primera demostración donde se proyectaron entre otras: La salida de los obreros de la fábrica (1895)  y de La llegada del un tren a la estación de Ciotat (1895). La anécdota que todo el mundo cuenta fue que al proyectar la llegada del tren los espectadores salieron corriendo despavoridos hacia fuera de la sala. Hoy día es impensable que ocurra algo así por muy real que parezcan las imágenes, pero en aquel entonces aquel tren que se dirigía directo a los asistentes de la sala era algo tan real como la vida misma. 
No obstante, el cine fue evolucionando hacia un mundo como lo conocemos hoy, un cine de ficción e imaginación. Alice Guy fue la primera persona que encontró en el cinematógrafo de los hermanos Lumière un potencial enorme para contar historias de ficción. Su primera película, la primera película de ficción, se tituló El Hada de los Repollos en 1896. Dirigió más de 1.000 películas, fue pionera en utilizar recursos técnicos asociados con el sonido y el color y abordó temas como el feminismo en sus producciones.
Mientras este género se fue desarrollando de manera creciente, una corriente más realista fue tomando poder en el mundo del cine. Así es, el retrato de la realidad en pantallas ha sido un atractivo que ha ido aumentando. Lo Hermanos Lumière se pueden considerar pioneros del llamado cine documental.
No obstante, siempre ha sido difícil establecer líneas divisorias entre el documental y la ficción, entre lo verdadero y lo verosímil. Su acercamiento o alejamiento ha variado a lo largo del tiempo y ha estado condicionado por los medios tecnológicos y por las exigencias del público. Al mismo tiempo, las características de la producción, distribución y narrativa se han establecido -en buena parte- en virtud de la relación ficción-no ficción.

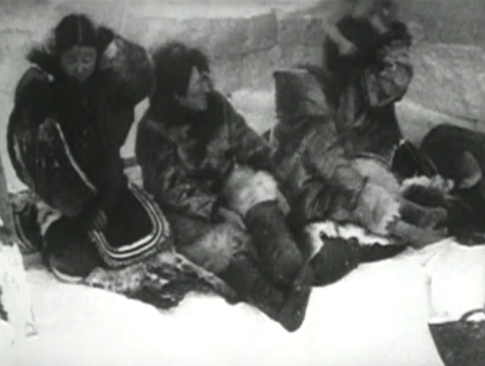
Fotograma del documental Nanook of the North (1922)

La mayoría de los autores afirman que el cine documental nació el año 1922, al estrenarse la película Nanook el esquimal, de Robert Flaherty, a pesar de que desde el mismo comienzo del cine lo que se filmaba ya eran documentos en movimiento que tenían por objeto tan sólo registrar acontecimientos de la vida cotidiana. Los primeros documentalistas fueron grandes exploradores (Flaherty, Vertov, Grierson) que llegaron a filmar aspectos muy cercanos a ellos y otros en los más remotos lugares de la tierra. Más tarde llegaron directores que prefirieron filmar el cine social, más cercano a su propia realidad, o el cine sobre la naturaleza, como los documentalistas de televisión, con más medios y en algunos casos muy buenos resultados.
En cuanto a España. Desde la llegada del invento de los Lumière a España hasta la Guerra Civil, se vivió un periodo complejo y variado para el documental. Tras el reinado de Alfonso XIII (1902-1923), durante el cual existió una industria muy modesta, bajo la dictadura de Primo de Rivera (1923-1930) apareció una élite intelectual cinéfila que intentó cultivar un documental de vanguardia. En esa generación se ubica Luis Buñuel (1900-1983), que inició su carrera en París en torno a 1929 y cuyo cine social se hizo revolucionario en el documental Las Hurdes, tierra sin pan (1933). En esa misma línea antiburguesa, en 1931 los responsables de la República impulsaron la difusión cultural entre las clases más humildes a través de las itinerantes Misiones Pedagógicas, que llevaron proyectores cinematográficos en sus expediciones rurales.
La muerte de Franco dio paso a un nuevo capítulo en la historia del cine español y, en ese momento, se produjo el despegue del documental al mismo compás de la industria cinematográfica. El cambio de una dictadura de casi cuarenta años a la democracia hizo que el sector oscilase entre el proteccionismo y la crisis. Como un reflejo de la realidad emergente, el género audiovisual se renovó aunque, paradójicamente, el antiguo control franquista se vio suplantado, también desde las esferas gubernamentales, por otro que trataba de garantizar la supervivencia del cine español frente a la producción extranjera.

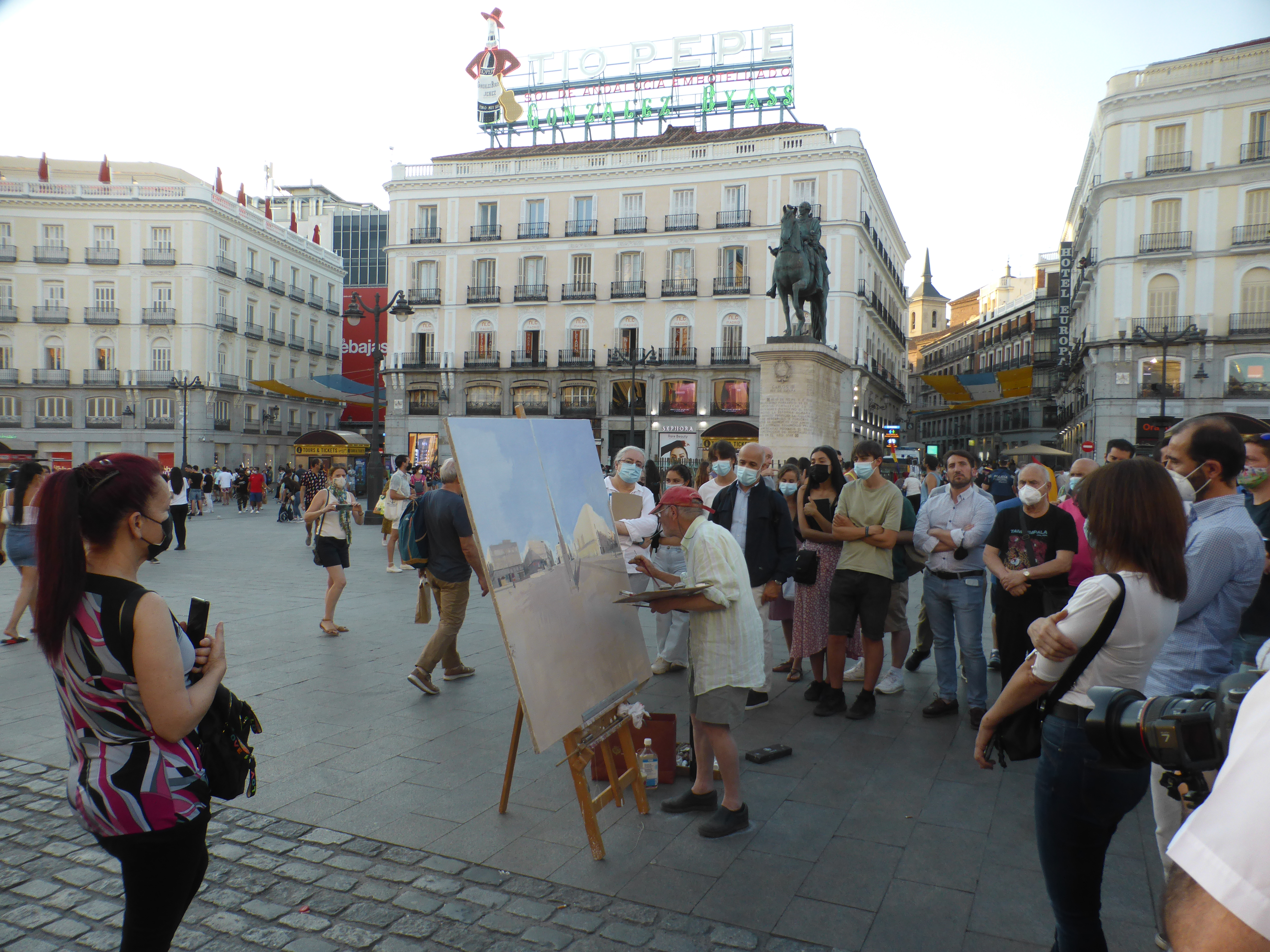
Antonio López

Uno de los grandes documentales españoles es El sol del membrillo. La propia película es un ejercicio artístico que trata de captar otro: el realizado por el pintor en su lucha contra los elementos para representar de manera veraz lo que ve y siente ante ese membrillero. La lucha de Antonio López se convierte en la lucha del director Víctor Erice; de forma paralela el cineasta se enfrenta a las complejidades técnicas, al tiempo que trata de no interferir en el proceso de la pintura, de no alterarlo. Ante un motivo aparentemente intrascendente, un árbol, el pintor, con su mirada, se propuso captar la realidad. Como el propio Antonio López le explicaría a Víctor Erice: "Si lo quieres ver, en un árbol está contenido el universo entero". (Declaración de V. Erice en el programa Versión Española, TVE2, 16 de noviembre de 1999). Durante los días que lo pinta y dibuja, López "acompaña al árbol", estando no sólo frente a él, sino junto a él, mientras su transformación no cesa.

## Literatura de no ficción española en elsigloXX
Hasta el siglo XX en España predominaban las novelas de ficción. El ensayo es un subgénero de no ficción que comenzó a popularizarse a mediados del siglo XX a través de editoriales como Taurus y Alianza. Taurus fue fundada en  1954 por Francisco Pérez González, Rafael Gutiérrez Girardot y Miguel Sánchez López y en su catálogo incluía a autores como Max Weber, José Ortega y Gasset, Jürgen Habermas y Álex Grijelmo. Taurus también publicaba títulos sobre hechos históricos y biografías de personajes históricos. La editorial Alianza fue fundada en 1966 por varios intelectuales, entre los que destaca José Ortega Spottorno, hijo del filósofo José Ortega y Gasset, y tenían como objetivo promover el debate y difundir el conocimiento entendido como una de las herramientas de cambio más poderosas para la sociedad española del momento. Pese a la censura vigente durante la dictadura franquista, Alianza colaboró con editoriales latinoamericanas como Losada y Emecé que les permitieron publicar a autores controvertidos como Jean-Paul Sartre o Marguerite Duras. Desde 1975 el Ministerio de Cultura de España (o equivalente) entrega el Premio Nacional de Literatura en la Modalidad de Ensayo-
Actualmente la editorial Tusquets entrega el Premio Comillas de Historia, Biografía y Memorias para galardonar obras de no ficción sobre temas de interés cultural.